# Paul Walker
Paul William Walker IV (Glendale, 12 de setembro de 1973 – Santa Clarita, 30 de novembro de 2013) foi um ator norte-americano. Tornou-se conhecido em 2001, após interpretar Brian O'Conner em The Fast and the Furious, e sua sequência, 2 Fast 2 Furious. Seus outros filmes incluem os sucessos Eight Below, Noel, Into the Blue e Joy Ride.

## Biografia
Paul William Walker nasceu em Glendale, Califórnia e cresceu em San Fernando Valley, arredores de Los Angeles. Filho de Paul Walker III e Cheryl, uma ex-modelo, possui ascendência inglesa, irlandesa e alemã e foi criado como membro da Igreja de Jesus Cristo dos Santos dos Últimos Dias, ou Mórmons. Formou-se na Village Christian School e após o colegial, frequentou diversas faculdades da comunidade, buscando uma carreira em biologia marinha.
Walker foi eleito em 2001, pela revista People, como uma das pessoas mais bonitas do mundo. Residia em Santa Bárbara, Califórnia, com seu cachorro da raça Chesapeake bay retriever, chamado Boone. A sua filha, Meadow Walker, que nasceu em 4 de novembro de 1998, vive no Havaí com a mãe, uma ex-namorada de Paul. Ele era um ávido surfista e sempre foi um apaixonado por carros, antes mesmo das filmagens de Velozes e Furiosos, possuindo um Infiniti G35.
Paul era praticante de jiu-jitsu, possuindo a graduação de faixa marrom, e usava golpes da luta para contracenar em alguns filmes. Dizia sempre tentar colocar um pouco da "arte suave" nos seus personagens, sua inspiração para a modalidade de luta, segundo ele, era Royce Gracie.
Em 2010 Paul criou a fundação Reach Out Worldwide para ajudar as pessoas que haviam sofrido com algum incidente da natureza, sem ajuda do governo e apenas com seu dinheiro.

### Carreira
Quando criança, Paul estrelou uma série de comerciais, entre eles o da fralda Pampers. Começou como modelo infantil aos dois anos de idade, logo depois começou a trabalhar na TV, a partir de 1985, aos doze anos, conquistou papeis em séries de TV como, Highway to Heaven, The Young and the Restless e Touched By an Angel. Em 1986, ganhou o seu primeiro papel no cinema, deixando de lado a carreira de modelo, que começou incentivada pela mãe, uma ex-modelo.
Depois, participou de Throb, em 1986, Charles in Charge (1990) e Who’s the Boss? (1991). A sua estreia no cinema foi em 1986, no filme O Monstro do Armário. Continuou com papéis em diversos outros filmes sem muito sucesso. Em 1998, veio o filme Os Irmãos Id & Ota. Com esse filme ele ganhou fama. Isso levou-o a papéis de apoio nos filmes Pleasantville - A Vida em Preto e Branco, Marcação Cerrada, Ela É Demais e Sociedade Secreta.
Em 2001, Walker chegou ao total estrelato ao contracenar com Vin Diesel no bem sucedido filme de ação The Fast and the Furious. O filme deu notoriedade a Walker e levou-o a fazer a sua sequência em 2 Fast 2 Furious. Continuou a sua carreira com os principais papéis em filmes como Joy Ride, Timeline, Into the Blue, e teve também um papel de apoio na adaptação de Clint Eastwood, Flags of Our Fathers de 2006.
Entre alguns dos seus filmes, destacam-se No Rastro da Bala e Resgate Abaixo de Zero da Walt Disney Pictures, ambos lançados em 2006. Resgate Abaixo de Zero garantiu críticas e elogios, abrindo em primeiro lugar nas bilheterias, ultrapassando a marca dos $20 milhões durante o seu primeiro fim de semana de estreia. Durante as filmagens de No Rastro da Bala, o diretor Wayne Kramer ficou bastante satisfeito com a atuação de Walker no filme.
Walker estrelou no filme independente Entre a Vida e a Morte que foi lançado em DVD em 21 de outubro de 2008. Ele posteriormente retornou à franquia de The Fast and the Furious, retomando o seu papel em Fast & Furious, como Brian O'Conner. O filme foi lançado em 3 de abril de 2009.
Walker estava no elenco de Takers, filme que trouxe Matt Dillon e Hayden Christensen. As filmagens começaram no início de setembro de 2008 e o filme teve estreia em 2010.
Pouco antes de morrer, Walker tornou-se um cristão não-denominacional.
Quase dois anos após sua morte, sua filha Meadow Walker abriu processo contra a empresa Porsche por homicídio culposo.
A canção See You Again, do cantor Wiz Khalifa em colaboração com Charlie Puth, foi feita em homenagem a Walker, além de ser a música tema do filme Furious 7.

## Morte
Paul Walker morreu em 30 de novembro de 2013, aos 40 anos, num acidente de carro no sul da Califórnia, nos Estados Unidos, informou o seu publicitário na conta oficial do ator no Twitter e no Facebook. "Lamentamos confirmar que o Paul morreu em um trágico acidente de carro durante um evento beneficente para a sua organização Reach Out Worldwide", disseram os seus publicitários no Facebook. "Era o passageiro no carro de um amigo, no qual ambos perderam a vida", acrescentaram. A notícia foi publicada inicialmente pelo site especializado em noticias sobre celebridades TMZ. De acordo com o site, o acidente aconteceu em Santa Clarita, ao norte de Los Angeles. Fontes ligadas a Paul disseram ao site que ele estava num Porsche que bateu num poste e em uma árvore. Em seguida o carro teria pegado fogo. Segundo o departamento de Polícia do condado de Los Angeles, o acidente aconteceu por volta das 15h30, hora local.
A hipótese de que Paul Walker, estivesse participando de um racha antes de morrer foi descartada pelo Departamento de Polícia de Los Angeles.
De acordo com a autópsia, o ator morreu em decorrência de lesões traumáticas e queimaduras. Esse resultado foi divulgado no dia 4 de dezembro de 2013. O corpo do ator foi cremado e sepultado no dia 14 de dezembro de 2013 no Forest Lawn Memorial Park, em Glendale, Califórnia, e reuniu familiares e amigos.

## Filmografia

### Cinema
| Ano  | Título                                  | Título (Brasil)                                             | Papel                         |
| ---- | --------------------------------------- | ----------------------------------------------------------- | ----------------------------- |
| 1986 | Monster in the Closet Highway to Heaven | O Monstro do Armário O Homem Que Veio Do Céu T. 3 Ep. 1 e 2 | Professor Bennett Todd Bryant |
| 1987 | Programmed to Kill                      | Programmed to Kill                                          | Jason                         |
| 1994 | Tammy and the T-Rex                     | Tammy and the T-Rex                                         | Michael                       |
| 1998 | Pleasantville                           | Pleasantville - A Vida em Preto e Branco                    | Skip Martin                   |
| 1998 | Meet the Deedles                        | Os Irmãos Id & Ota                                          | Phil Deedle                   |
| 1999 | Brokedown Palace                        | A Viagem                                                    | Jason (não creditado)         |
| 1999 | Varsity Blues                           | Marcação Cerrada                                            | Lance Harbor                  |
| 1999 | She's All That                          | Ela É Demais                                                | Dean Sampson                  |
| 2000 | The Skulls                              | Sociedade Secreta                                           | Caleb Mandrake                |
| 2001 | Joy Ride                                | Perseguição - A Estrada da Morte                            | Lewis Thomas                  |
| 2001 | The Fast and the Furious                | Velozes e Furiosos                                          | Brian O'Conner                |
| 2002 | Life Makes Sense If You're Famous       | Life Makes Sense If You're Famous                           | Mikey                         |
| 2003 | Timeline                                | Linha do Tempo                                              | Chris Johnston                |
| 2003 | 2 Fast 2 Furious                        | + Velozes + Furiosos                                        | Brian O'Conner                |
| 2004 | Noel                                    | Anjo de Vidro                                               | Mike Riley                    |
| 2005 | Into the Blue                           | Mergulho Radical                                            | Jared                         |
| 2006 | Flags of Our Fathers                    | A Conquista da Honra                                        | Hank Hansen                   |
| 2006 | Running Scared                          | No Rastro da Bala                                           | Joey Gazelle                  |
| 2006 | Eight Below                             | Resgate Abaixo de Zero                                      | Jerry Shepard                 |
| 2007 | The Death and Life of Bobby Z           | A Morte e a Vida de Bobby Z                                 | Tim Kearney                   |
| 2008 | The Lazarus Project                     | Entre a Vida e a Morte                                      | Ben Garvey                    |
| 2009 | Fast & Furious                          | Velozes & Furiosos 4                                        | Brian O'Conner                |
| 2010 | Takers                                  | Ladrões                                                     | John Rahway                   |
| 2011 | Fast Five                               | Velozes e Furiosos 5                                        | Brian O'Conner                |
| 2012 | Vehicle 19                              | Veículo 19                                                  | Michael Woods                 |
| 2013 | Fast & Furious 6                        | Velozes e Furiosos 6                                        | Brian O'Conner                |
| 2013 | Hours                                   | Contagem Regressiva                                         | Nolan Heyes                   |
| 2013 | Pawn Shop Chronicles                    | Busca Alucinante                                            | Raw Dog                       |
| 2013 | Brick Mansions                          | Distrito 13                                                 | Damien Collier                |
| 2015 | Furious 7                               | Velozes e Furiosos 7                                        | Brian O'Conner                |

### Televisão
| Ano       | Título                     | Papel                      | Episódios    |
| --------- | -------------------------- | -------------------------- | ------------ |
| 1985–1986 | Highway to Heaven          | Todd Bryant / Eric Travers | 3 episódios  |
| 1986–1987 | Throb                      | Jeremy Beatty              |              |
| 1988      | I'm Telling!               | Contestante                | 1 episódio   |
| 1990      | Charles in Charge          | Russell Davis              | 1 episódio   |
| 1991      | Who's the Boss?            | Michael Haynes             | 1 episódio   |
| 1993      | The Young and the Restless | Brandon Collins            | 1 episódio   |
| 1994      | The Boys Are Back          | Jesse Hansen               | 1 episódio   |
| 1994      | CBS Schoolbreak Special    | Dill                       | 1 episódio   |
| 1996      | Touched by an Angel        | Jonathan                   | 50 episódios |

## Prêmios e indicações
| Ano  | Resultado | Premiação                | Categoria                                     | Título                     |
| ---- | --------- | ------------------------ | --------------------------------------------- | -------------------------- |
| 1988 | Indicado  | Young Artist Awards      | Melhor Ator                                   | Highway to Heaven          |
| 1993 | Indicado  | Young Artist Awards      | Melhor Ator em Série                          | The Young and the Restless |
| 1994 | Indicado  | Soap Opera Digest Awards | Atuação Masculina Recém-chegada Marcante      | The Young and the Restless |
| 1994 | Indicado  | Young Artist Awards      | Melhor Ator Jovem em uma Série                | The Young and the Restless |
| 2000 | Venceu    | Young Hollywood Awards   | Emocionante Nova Face - Masculina             |                            |
| 2001 | Venceu    | Hollywood Film Festival  | Importante Descoberta Masculina               |                            |
| 2001 | Venceu    | Young Hollywood Awards   | Nova Stylemaker - Masculina                   |                            |
| 2002 | Venceu    | MTV Movie Awards         | Melhor Elenco em Cena                         | Velozes e Furiosos         |
| 2002 | Indicado  | MTV Movie Awards         | Performance Masculina                         | Velozes e Furiosos         |
| 2003 | Venceu    | Teen Choice Awards       | Melhor Química / Para Paul Walker e Seu Carro | + Velozes + Furiosos       |
| 2009 | Indicado  | Teen Choice Awards       | Escolha Ator de Filme: Ação/Aventura          | Velozes & Furiosos 4       |